# Конкуль
Конку́ль (фр. Concoules) — муніципалітет у Франції, у регіоні Окситанія, департамент Гар. Населення — 266 осіб (01.01.2021).
Муніципалітет розташований на відстані близько 520 км на південь від Парижа, 90 км на північ від Монпельє, 70 км на північний захід від Німа.

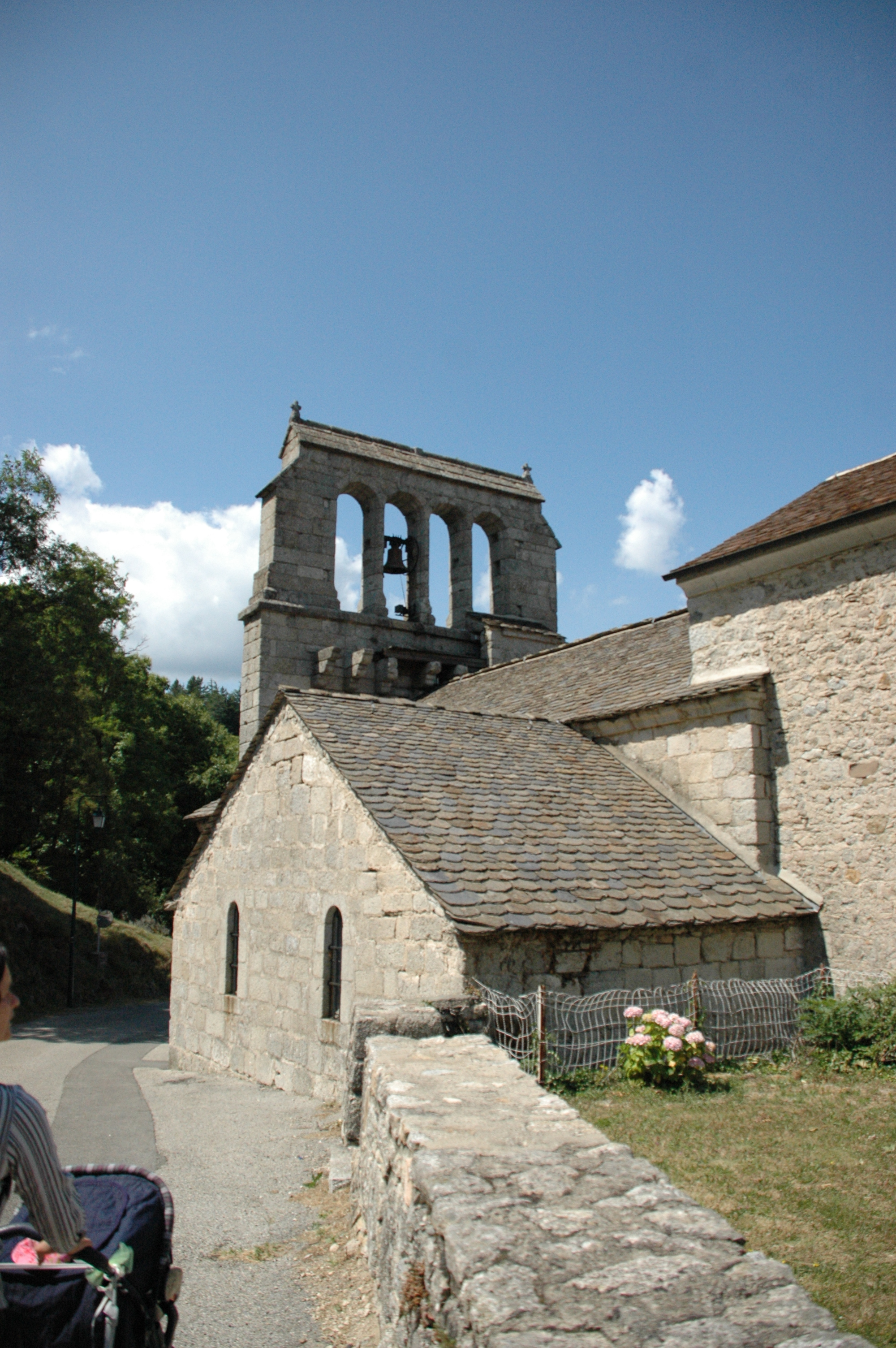
Церква у Конкулі

## Історія
До 2015 року муніципалітет перебував у складі регіону Лангедок-Русійон. Від 1 січня 2016 року належить до нового об'єднаного регіону Окситанія.

## Демографія
Динаміка населення (INSEE ):
Розподіл населення за віком та статтю (2006):
| Стать | Всього | До 15 років | 15-24 | 25-44 | 45-64 | 65-85 | Понад 85 |
| --- | ------ | ----------- | ----- | ----- | ----- | ----- | -------- |
| Чоловіки | 117    | 0           | 21    | 32    | 44    | 12    | 8        |
| Жінки | 129    | 12          | 17    | 16    | 52    | 32    | 0        |
| \| Статево-вікова піраміда \| Статево-вікова піраміда \| Статево-вікова піраміда \| \| ----------------------- \| ----------------------- \| ----------------------- \| \| Чоловіки \| Вік \| Жінки \| \| 8 \| 85 + \| 0 \| \| 4 \| 80-84 \| 12 \| \| 0 \| 75-79 \| 12 \| \| 0 \| 70-74 \| 4 \| \| 8 \| 65-69 \| 4 \| \| 12 \| 60-64 \| 16 \| \| 12 \| 55-59 \| 0 \| \| 16 \| 50-54 \| 20 \| \| 4 \| 45-49 \| 16 \| \| 12 \| 40-44 \| 4 \| \| 8 \| 35-39 \| 4 \| \| 8 \| 30-34 \| 4 \| \| 4 \| 25-29 \| 4 \| \| 17 \| 20-24 \| 13 \| \| 4 \| 15-20 \| 4 \| \| 0 \| 10-14 \| 4 \| \| 0 \| 5-9 \| 0 \| \| 0 \| 0-4 \| 8 \| |        |             |       |       |       |       |          |
| Статево-вікова піраміда |        |             |       |       |       |       |          |
| Чоловіки | Вік    | Жінки       |       |       |       |       |          |
| 8 | 85 +   | 0           |       |       |       |       |          |
| 4 | 80-84  | 12          |       |       |       |       |          |
| 0 | 75-79  | 12          |       |       |       |       |          |
| 0 | 70-74  | 4           |       |       |       |       |          |
| 8 | 65-69  | 4           |       |       |       |       |          |
| 12 | 60-64  | 16          |       |       |       |       |          |
| 12 | 55-59  | 0           |       |       |       |       |          |
| 16 | 50-54  | 20          |       |       |       |       |          |
| 4 | 45-49  | 16          |       |       |       |       |          |
| 12 | 40-44  | 4           |       |       |       |       |          |
| 8 | 35-39  | 4           |       |       |       |       |          |
| 8 | 30-34  | 4           |       |       |       |       |          |
| 4 | 25-29  | 4           |       |       |       |       |          |
| 17 | 20-24  | 13          |       |       |       |       |          |
| 4 | 15-20  | 4           |       |       |       |       |          |
| 0 | 10-14  | 4           |       |       |       |       |          |
| 0 | 5-9    | 0           |       |       |       |       |          |
| 0 | 0-4    | 8           |       |       |       |       |          |

## Економіка
2010 року серед 168 осіб працездатного віку (15—64 років) 132 були активними, 36 — неактивними (показник активності 78,6%, у 1999 році було 80,5%). З 132 активних мешканців працювали 122 особи (57 чоловіків та 65 жінок), безробітними було 10 (4 чоловіки та 6 жінок). Серед 36 неактивних 3 особи були учнями чи студентами, 20 — пенсіонерами, 13 були неактивними з інших причин.

У 2010 році в муніципалітеті числилось 124 оподатковані домогосподарства, у яких проживали 233,5 особи, медіана доходів виносила 16 608 євро на одного особоспоживача

## Галерея зображень

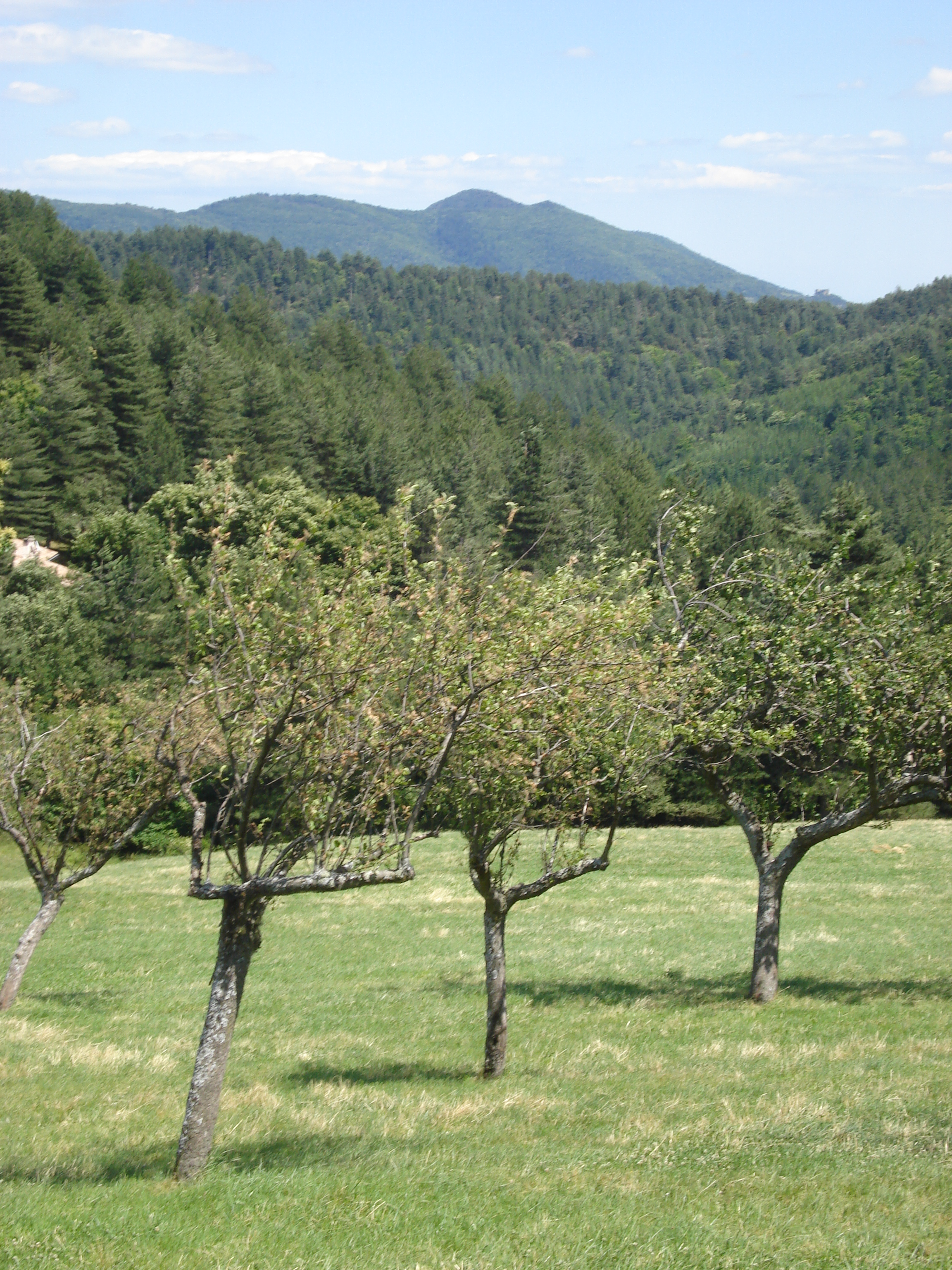
Типовий севеннський пейзаж у Конкулі